# La Rippe
La Rippe ist eine politische Gemeinde im Distrikt Nyon des Kantons Waadt in der Schweiz.

## Geographie
La Rippe liegt auf 528 m ü. M., 7 km westlich des Bezirkshauptortes Nyon (Luftlinie). Das Dorf erstreckt sich am Jurasüdfuss, am Fuss der La Dôle, an einem Hang über der Talniederung des Flüsschens Boiron de Nyon.
Die Fläche des 16,6 km² grossen Gemeindegebiets umfasst einen Abschnitt des Waadtländer Juras und des Jurasüdhangs. Der Gemeindeboden erstreckt sich vom Jurafuss nach Nordwesten den dicht bewaldeten Steilhang (Bois Badis) des Juras hinauf bis auf die Antiklinale der La Dôle. Der Gipfel der La Dôle bildet mit 1677 m ü. M. den höchsten Punkt von La Rippe. Der westlichste Gemeindeteil liegt im Quellgebiet der Valserine. Auf dem Kamm der La Dôle befinden sich ausgedehnte Jurahochweiden mit den typischen mächtigen Fichten, die entweder einzeln oder in Gruppen stehen. Von der Gemeindefläche entfielen 1997 4 % auf Siedlungen, 59 % auf Wald und Gehölze, 36 % auf Landwirtschaft und etwas weniger als 1 % war unproduktives Land.
Zu La Rippe gehören der Weiler Tranchepied (528 m ü. M.) am Jurafuss sowie einige Einzelhöfe. Die Nachbargemeinden von La Rippe sind im Norden Gingins, im Osten Chéserex und im Südosten Crassier im Kanton Waadt sowie im Süden Divonne-les-Bains und im Westen Prémanon im angrenzenden Frankreich.

## Bevölkerung
Mit 1205 Einwohnern (Stand 31. Dezember 2023) gehört La Rippe zu den kleineren Gemeinden des Kantons Waadt. Von den Bewohnern sind 76,8 % französischsprachig, 11,4 % englischsprachig und 7,2 % deutschsprachig (Stand 2000). Die Bevölkerungszahl von La Rippe belief sich 1900 auf 316 Einwohner. Nach 1970 (307 Einwohner) setzte eine rasante Bevölkerungszunahme mit einer Verdreifachung der Einwohnerzahl innerhalb von 30 Jahren ein.

## Wirtschaft
La Rippe war bis in die zweite Hälfte des 20. Jahrhunderts ein hauptsächlich durch die Landwirtschaft geprägtes Dorf. Heute konzentriert sich die Landwirtschaft auf den Ackerbau in den unteren Gemeindeteilen sowie auf die Viehzucht und Milchwirtschaft auf den Jurahöhen. Weitere Arbeitsplätze gibt es in der Holzverarbeitung, im lokalen Gewerbe und im Dienstleistungssektor. In den letzten Jahrzehnten hat sich das Dorf zu einer Wohngemeinde entwickelt. Zahlreiche Erwerbstätige sind Wegpendler, die vor allem in Nyon und in Genf arbeiten.

## Verkehr
Die Gemeinde liegt abseits grösserer Durchgangsstrassen, ist aber von Nyon gut erreichbar. La Rippe wird durch den Postautokurs, der von Nyon nach Coppet verkehrt, an das Netz des öffentlichen Verkehrs angeschlossen.

## Geschichte
Die erste urkundliche Erwähnung des Ortes erfolgte 1384 unter dem Namen de Rippis, später erschienen die Bezeichnungen Rispas und Rispis. Das heutige Gemeindegebiet von La Rippe gehörte im Mittelalter der Abtei Saint-Claude in Frankreich und wurde 1307 an das Zisterzienserkloster Bonmont abgetreten. Seit 1319 stand es unter dem Schutz des Hauses Savoyen.
Mit der Eroberung der Waadt durch Bern im Jahr 1536 kam La Rippe unter die Verwaltung der Vogtei Nyon und 1711 an die Vogtei Bonmont. Nach dem Zusammenbruch des Ancien Régime gehörte La Rippe von 1798 bis 1803 während der Helvetik zum Kanton Léman, der anschliessend mit der Inkraftsetzung der Mediationsverfassung im Kanton Waadt aufging. 1798 wurde es dem Bezirk Nyon zugeteilt. 1826 kam der Weiler Tranchepied, der vorher zu Chéserex gehörte, zu La Rippe. Das Dorf besitzt keine eigene Kirche, es gehört zur Pfarrei Crassier.